# Liste der Monuments historiques in Louargat
Die Liste der Monuments historiques in Louargat führt die Monuments historiques in der französischen Gemeinde Louargat auf.

## Liste der Bauwerke
| Bezeichnung       | Beschreibung | Standort | Kennzeichnung | Schutzstatus | Datum | Bild           |
| ----------------- | ------------ | -------- | ------------- | ------------ | ----- | -------------- |
| Tumulus An Dossen |              | (Lage)   | PA00089317    | Classé       | 1946  | weitere Bilder |

## Liste der Objekte

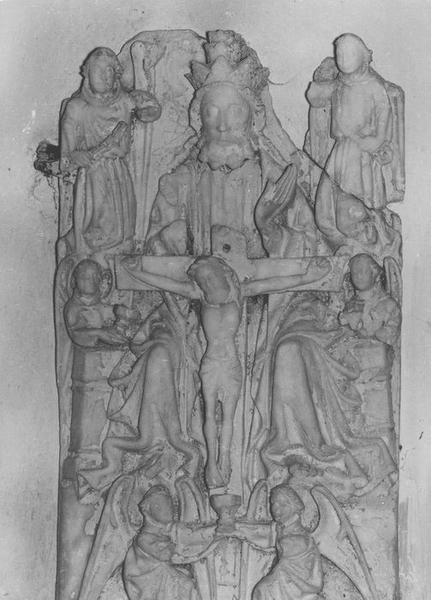
Bas-Relief Dreifaltigkeit in der Kirche Notre-Dame des Neiges

- Monuments historiques (Objekte) in Louargat in der Base Palissy des französischen Kultusministeriums